# 雪山蝮
雪山蝮（学名：Gloydius monticola），一种分布于中国云南省西北部山区的毒蛇，隶属于蝰科亚洲蝮属。本种被发表时被认为是日本蝮（Agkistrodon blomhoffii）的一个亚种。其种加词“monticola”意为“生长在山地的”。

## 形态特征
雪山蝮背部为黑色或淡棕色，具有模糊的黑斑，头背额顶有一“V”形黑斑。腹面为灰黑色。

## 保护
本种于2023年被收录入《有重要生态、科学、社会价值的陆生野生动物名录》。